# Liste des sites classés et inscrits de la Sarthe
Cet article recense les sites classés et inscrits dans la Sarthe, en France.

## Listes

### Méthodologie
Les données compilées ci-dessous proviennent de la DREAL des Pays de la Loire, données mises à jour en 2021,,. La date correspond à celle de la première protection du site (par arrêté ou décret). Les coordonnées sont celles du barycentre de la surface protégée.

### Sites classés
Le tableau suivant recense les sites classés de la Sarthe en 2023.
| Site                               | Commune(s)                                   | Date             | Superficie (ha) | Critères / Notes                                          | Coordonnées                        | Photo |
| ---------------------------------- | -------------------------------------------- | ---------------- | --------------- | --------------------------------------------------------- | ---------------------------------- | ----- |
| Site archéologique de Cherré       | Aubigné-Racan                                | 20 août 1975     | 51,9            | Site : Inscrit MH (1991)                                  | 47° 39′ 36″ nord, 0° 14′ 13″ est   |       |
| Parc du château de la Marcellière  | Beaumont-sur-Dême, Marçon                    | 24 février 1987  | 9,7             | Pittoresque Château de la Marcellière : Inscrit MH (1985) | 47° 41′ 49″ nord, 0° 33′ 36″ est   |       |
| Château de Courtanvaux et son parc | Bessé-sur-Braye                              | 25 juillet 1975  | 46,4            | Château : Classé MH (1948)                                | 47° 50′ 31″ nord, 0° 44′ 13″ est   |       |
| Château de Pescheray et son parc   | Le Breil-sur-Mérize                          | 6 avril 1943     | 8               |                                                           | 47° 59′ 24″ nord, 0° 30′ 04″ est   |       |
| Étang de Claire-Fontaine           | Château-l'Hermitage, Saint-Ouen-en-Belin     | 20 décembre 1985 | 224,1           | Pittoresque, scientifique                                 | 47° 49′ 16″ nord, 0° 11′ 38″ est   |       |
| Parc du château de Villaines       | Chemiré-le-Gaudin, Louplande                 | 4 octobre 1967   | 13,3            | Pittoresque                                               | 47° 55′ 41″ nord, 0° 00′ 58″ est   |       |
| Château des Loges et ses abords    | Coudrecieux                                  | 2 juin 1946      | 17,3            |                                                           | 47° 58′ 26″ nord, 0° 36′ 07″ est   |       |
| Château de Courcillon et son parc  | Dissay-sous-Courcillon                       | 28 mai 1969      | 9,1             |                                                           | 47° 39′ 47″ nord, 0° 29′ 20″ est   |       |
| Charmilles du château de Poncé     | Loir en Vallée                               | 6 février 1946   | 0,6             | Pittoresque                                               | 47° 45′ 47″ nord, 0° 39′ 36″ est   |       |
| Château du Luart et son parc       | Le Luart                                     | 28 octobre 1943  | 52,1            | Château : Inscrit MH (1989)                               | 48° 04′ 01″ nord, 0° 34′ 44″ est   |       |
| Château de Gallerande et son parc  | Luché-Pringé                                 | 17 janvier 1944  | 52,1            |                                                           | 47° 42′ 43″ nord, 0° 02′ 17″ est   |       |
| Jardin d'horticulture              | Le Mans                                      | 12 juillet 1945  | 6               |                                                           | 48° 00′ 22″ nord, 0° 12′ 32″ est   |       |
| Cimetière de Mareil-en-Champagne   | Mareil-en-Champagne                          | 5 janvier 1944   | 0,2             |                                                           | 47° 59′ 13″ nord, 0° 10′ 16″ ouest |       |
| Alpes mancelles                    | Moulins-le-Carbonnel, Saint-Léonard-des-Bois | 10 janvier 1995  | 965             | Pittoresque, scientifique                                 | 48° 22′ 16″ nord, 0° 04′ 19″ ouest |       |
| Domaine de Montertreau             | Parigné-le-Pôlin                             | 26 avril 1946    | 25,5            | Pittoresque Château : Classé MH (2012)                    | 47° 50′ 56″ nord, 0° 07′ 48″ est   |       |
| Château de Sourches et son parc    | Saint-Symphorien, Tennie                     | 10 avril 1946    | 39,7            | Pittoresque Château : Classé MH (1947)                    | 48° 04′ 52″ nord, 0° 06′ 00″ ouest |       |
| Étang de Sillé-le-Guillaume        | Sillé-le-Guillaume                           | 23 novembre 1947 | 68,61           | Pittoresque                                               | 48° 12′ 29″ nord, 0° 07′ 44″ ouest |       |
| Château de Chéronne et ses abords  | Tuffé Val de la Chéronne                     | 14 janvier 1944  | 65              | Château : Inscrit MH (1991)                               | 48° 07′ 41″ nord, 0° 30′ 32″ est   |       |
| Manoir du Petit-Béru et ses abords | Vallon-sur-Gée                               | 28 octobre 1943  | 14              | Manoir : Classé MH (1976)                                 | 47° 58′ 26″ nord, 0° 04′ 34″ ouest |       |

### Sites inscrits
Le tableau suivant recense les sites inscrits de la Sarthe.
| Site                                                                         | Commune(s)                                                          | Date              | Superficie (ha) | Critères / Notes                                                                                              | Coordonnées                        | Photo |
| ---------------------------------------------------------------------------- | ------------------------------------------------------------------- | ----------------- | --------------- | --- | ---------------------------------- | ----- |
| Champs de foire de Ballon                                                    | Ballon-Saint Mars                                                   | 26 octobre 1942   | 0,95            | | 48° 10′ 26″ nord, 0° 14′ 13″ est   |       |
| Château de Ballon et ses abords                                              | Ballon-Saint Mars                                                   | 22 octobre 1942   | 7,6             | Château : Classé MH (1923)                                                                                    | 48° 10′ 44″ nord, 0° 13′ 59″ est   |       |
| Loir et ses rives à Bazouges-sur-le-Loir                                     | Bazouges Cré sur Loir                                               | 8 mai 1944        | 10,1            | | 47° 41′ 10″ nord, 0° 10′ 01″ ouest |       |
| Château de Mondragon et ses abords                                           | La Bosse, Saint-Georges-du-Rosay                                    | 3 novembre 1943   | 26,3            | | 48° 10′ 37″ nord, 0° 31′ 30″ est   |       |
| Château de Pescheray et ses abords                                           | Le Breil-sur-Mérize                                                 | 6 avril 1943      | 0,5             | | 47° 59′ 31″ nord, 0° 30′ 11″ est   |       |
| Château de Bénéhard et ses abords                                            | Chahaignes                                                          | 28 mai 1946       | 20,5            | Pittoresque Château : Classé MH (1987)                                                                        | 47° 45′ 58″ nord, 0° 31′ 59″ est   |       |
| Château de la Buzardière et ses abords                                       | Changé, Parigné-l'Évêque                                            | 3 février 1944    | 13,1            | Château : Inscrit MH (1928)                                                                                   | 47° 58′ 30″ nord, 0° 20′ 53″ est   |       |
| Ferme de la Cour et ses abords                                               | Coudrecieux                                                         | 5 juillet 1946    | 0,9             | Pittoresque Ferme : Inscrit MH (2005)                                                                         | 47° 59′ 31″ nord, 0° 37′ 55″ est   |       |
| Château de Courcillon, son parc et ses abords                                | Dissay-sous-Courcillon                                              | 28 mai 1969       | 6,3             | Pittoresque                                                                                                   | 47° 39′ 47″ nord, 0° 29′ 20″ est   |       |
| Centre ancien de La Ferté-Bernard                                            | La Ferté-Bernard                                                    | 25 juin 1975      | 9,1             | Pittoresque                                                                                                   | 48° 11′ 10″ nord, 0° 39′ 14″ est   |       |
| Rives du Loir et vestiges du château de La Flèche                            | La Flèche                                                           | 19 juillet 1944   | 25,1            | | 47° 41′ 49″ nord, 0° 04′ 30″ ouest |       |
| Château de Perrochel et ses abords                                           | Fresnay-sur-Sarthe, Moitron-sur-Sarthe, Saint-Aubin-de-Locquenay    | 12 juillet 1977   | 191,2           | Pittoresque Château : Inscrit MH (1974)                                                                       | 48° 15′ 18″ nord, 0° 02′ 06″ est   |       |
| Pont et château de Fresnay-sur-Sarthe et leurs abords                        | Fresnay-sur-Sarthe                                                  | 29 février 1944   | 4,2             | Château : Inscrit MH (1926)                                                                                   | 48° 16′ 55″ nord, 0° 01′ 01″ est   |       |
| Rue de Bourgneuf                                                             | Fresnay-sur-Sarthe                                                  | 30 janvier 1975   | 8,8             | Pittoresque                                                                                                   | 48° 17′ 02″ nord, 0° 01′ 05″ est   |       |
| Château de Lucé et son parc                                                  | Le Grand-Lucé                                                       | 31 juillet 1945   | 31,2            | Pittoresque Château : Inscrit MH (1998)                                                                       | 47° 51′ 47″ nord, 0° 27′ 58″ est   |       |
| Église de la Couture et préfecture du Mans                                   | Le Mans                                                             | 29 janvier 1944   | 6,2             | Outre les édifices, la protection concerne la place et les jardins de la préfecture Église : Classé MH (1840) | 48° 00′ 07″ nord, 0° 12′ 00″ est   |       |
| Place des Jacobins et ses abords                                             | Le Mans                                                             | 16 février 1943   | 11,8            | Ensemble formé par la place et les promenades des Jacobins, les allées et le parc de Tesse                    | 48° 00′ 32″ nord, 0° 12′ 04″ est   |       |
| Quartier de la vieille ville du Mans                                         | Le Mans                                                             | 9 avril 1948      | 25              | Pittoresque                                                                                                   | 48° 00′ 32″ nord, 0° 11′ 49″ est   |       |
| Vestiges du manoir de l'Isle et ses abords                                   | Mareil-en-Champagne, Saint-Ouen-en-Champagne                        | 1er octobre 1943  | 21,2            | | 47° 58′ nord, 0° 12′ ouest         |       |
| Alpes mancelles                                                              | Moulins-le-Carbonnel, Saint-Léonard-des-Bois, Saint-Pierre-des-Nids | 25 septembre 1995 | 191,1           | Pittoresque Vingt-cinq secteurs complémentaires au site classé.                                               | 48° 22′ 12″ nord, 0° 04′ 23″ ouest |       |
| Château de Chêne-de-Cœur et son parc                                         | Neuville-sur-Sarthe, Saint-Pavace                                   | 22 mars 1976      | 100,1           | Pittoresque Château : Inscrit MH (2016)                                                                       | 48° 03′ 04″ nord, 0° 11′ 56″ est   |       |
| Château de la Motte et son parc                                              | Nogent-sur-Loir                                                     | 5 juillet 1967    | 4,1             | Pittoresque                                                                                                   | 47° 39′ 54″ nord, 0° 23′ 56″ est   |       |
| Bourg de Parcé-sur-Sarthe                                                    | Parcé-sur-Sarthe                                                    | 18 mars 1971      | 5,7             | Pittoresque                                                                                                   | 47° 50′ 28″ nord, 0° 11′ 49″ ouest |       |
| Château de Courmenant et ses abords                                          | Rouez                                                               | 16 juillet 1946   | 9,9             | Pittoresque                                                                                                   | 48° 08′ 35″ nord, 0° 08′ 38″ ouest |       |
| Château de la Roche Talbot, fermes de la Courbe et du Tertre et leurs abords | Sablé-sur-Sarthe, Souvigné-sur-Sarthe                               | 2 avril 1976      | 333,5           | Pittoresque                                                                                                   | 47° 48′ 54″ nord, 0° 23′ 06″ ouest |       |
| Plan d'eau et rives de l'Anille                                              | Saint-Calais                                                        | 1er octobre 1943  | 3,4             | | 47° 55′ 16″ nord, 0° 44′ 42″ est   |       |
| Château de Semur-en-Vallon et ses abords                                     | Semur-en-Vallon                                                     | 31 décembre 1942  | 61,6            | Château : Inscrit MH (1927)                                                                                   | 48° 01′ 34″ nord, 0° 39′ 14″ est   |       |
| Abbaye de l'Épau et ses abords                                               | Yvré-l'Évêque                                                       | 21 octobre 1943   | 15,6            | Abbaye : Classé MH (1925)]                                                                                    | 47° 59′ 31″ nord, 0° 14′ 35″ est   |       |
| Vieux pont, Huisne et leurs abords                                           | Yvré-l'Évêque                                                       | 6 juillet 1943    | 4,6             | | 48° 01′ 05″ nord, 0° 16′ 34″ est   |       |